# 모로코 장벽

모로코 장벽의 지도, 연노란색 영역은 폴리사리오가 지배하고 있는 지역이다

모로코 장벽 (The Berm of Western Sahara, Moroccan Wall)은 서사하라의 남북을 종단하는 2,700km에 이르는 길이의 장벽이다. 이 장벽은 주로 흙벽으로 구성되어 있으며 서쪽의 모로코 군이 점령하고 있는 지역과 동쪽의 폴리사리오 전선이 점령하고 있는 지역을 구분한다. 서사하라의 경제적 요지는 모두 모로코가 점령한 서쪽 2/3 영역에 위치해 있고, 폴리사리오가 점령한 동쪽 1/3 영역은 사람이 거주하지 않는 불모지이다.
모로코군이 1980년대 6번에 걸쳐 만들었으며 주된 목적은 폴리사리오 반군의 게릴라 활동을 막기 위함이었다. 이 장벽의 설치 결과 폴리사리오의 저항은 줄어들었으나, 서사하라 문제는 해결의 실마리를 풀지 못한 채 점점 더 고착화되어갔다.
모로코 장벽 주변에는 엄청난 양의 지뢰가 매설되어 있다.

## 같이 보기
- 서사하라
- 폴리사리오 전선